# Marek Zieliński (szachista)
Marek Zieliński (ur. 19 marca 1962 w Łodzi) – polski szachista, instruktor szachowy I klasy, mistrz krajowy od 1987 roku.

## Kariera szachowa
W 1976 zajął I m-ce w Mistrzostwach Łodzi Juniorów do lat 20 oraz jako zawodnik drużyny Łodzi I m-ce w Mistrzostwach Polski Szkół Podstawowych w Bydgoszczy. Dziewięciokrotnie startował w finałach mistrzostw Polski juniorów, najlepszy wynik osiągając 1979 r. w Radomiu, gdzie zajął V miejsce.
W 1981 zajął I m-ce w Festiwalu Szachowym w Augustowie. W 1983 zajął I m-ce w Mistrzostwach Wojska Polskiego.
W 1986 zajął I m-ce w Turnieju Kadry Nadziei Olimpijskich w Szczecinie (ranking uzyskany 2521 Elo). W 1987 zajął I-IV m-ce w Międzynarodowym Turnieju w Szumen (Bułgaria), jako reprezentant „Anilany” Łódź III-IV m-ce na pierwszej szachownicy w Drużynowych Mistrzostwach Polski Seniorów w Jachrance
Jako reprezentant „Anilany” Łódź zdobył dwa medale Drużynowych Mistrzostw Polski w Grze Błyskawicznej: złoty (Bydgoszcz 1987), srebrny (Katowice 1988).
W 1989 zajął I-IV m-ce w X Memoriale K. Makarczyka w Łodzi.
Najwyższy ranking w karierze osiągnął 1 stycznia 1988 r., z wynikiem 2395 punktów dzielił wówczas 725-772. miejsce na 
Międzynarodowej Liście FIDE.
Trener mistrza Europy oraz wicemistrza Polski do lat 10 Krzysztofa Gratki - 1992